# Santíssimo Sacramento em Tor de' Schiavi (título cardinalício)
Santíssimo Sacramento em Tor de' Schiavi (em latim, Sanctissimi Sacramenti ad Turrim Sclavorum) é um título cardinalício instituído em 28 de junho de 2017 pelo Papa Francisco. Sua igreja titular é Santissimo Sacramento a Tor de' Schiavi. A paróquia foi erigida em 28 de março de 1963 com o decreto Ad uberius animarum de Clemente Micara, cardeal-vigário de Roma, e foi confiada ao clero diocesano de Roma.

## Titular protetor
- Gregorio Rosa Chávez (desde 2017)